# جيم ريتشاردسون
جيم ريتشاردسون (بالإنجليزية: Jim Richardson)‏ هو عازف جاز بريطاني، ولد في 16 فبراير 1941 في توتنهام في المملكة المتحدة.

## وصلات خارجية
- جيم ريتشاردسون على موقع ميوزك برينز (الإنجليزية)
- جيم ريتشاردسون على موقع أول ميوزيك (الإنجليزية)
- جيم ريتشاردسون على موقع ديسكوغز (الإنجليزية)